# 晧宇國際亞洲區籃球培訓中心
晧宇國際亞洲區籃球培訓中心是位於臺灣新北市新店區的籃球培訓場館。

## 歷史
籃球培訓中心開幕於2019年9月11日。籃球培訓中心是臺灣第一個籃球培訓場館獲得中華民國籃球協會的認證證書，籃球培訓中心也因此成為中華臺北男子籃球代表隊與中華臺北女子籃球代表隊備戰國際賽的主要訓練場所。2020年3月，在新北市因應2019冠狀病毒病疫情暫停開放公有封閉型場館，中華民國籃球協會安排第十七季超級籃球聯賽下半季的補賽與剩餘賽事於籃球培訓中心進行。4月，第十七季超級籃球聯賽季後挑戰賽與總冠軍賽同樣安排於籃球培訓中心進行。2021年10月，新店館對外啟用。

## 外部連結
- 晧宇國際亞洲區籃球培訓中心的Facebook專頁
- 晧宇國際亞洲區籃球培訓中心的Instagram帳戶